# Đập Gleno
Đập Gleno là một đập vòm đa trên sông Gleno ở Valle di Scalve, tỉnh Bergamo phía bắc nước Ý. Đập được xây dựng giữa năm 1916 và 1923 với mục đích sản xuất thủy điện. Một phần của đập vỡ 40 ngày sau khi hồ chứa của nó đầy nước, sự cố xảy ra vào ngày 1 tháng 12 năm 1923, làm thiệt mạng ít nhất 356 người.
Dự án xây dựng con đập này đã được đề xuất và triển khai xây dựng bởi gia đình Vigano. Một đề xuất xây dựng các con đập đã được đệ trình vào năm 1907 và ban đầu công tác xây dựng bắt đầu tiến hành vào năm 1916. Năm 1920, nền móng của đập được triển khai xây dựng vào tháng 9 năm đó, các quan chức địa phương đã cảnh báo rằng các nhà thầu đã không sử dụng vữa xi măng thích hợp. Năm 1921, vì lý do kinh phí, thiết kế dự án đã được thay đổi từ một đập trọng lực thành một đập nhiều cổng vòm. Bản thiết kế đã được phê duyệt và nhiều đập vòm được xây dựng trên nền móng của nền đập trọng lực. Tháng 1 năm 1923, các con đập đã hoàn thành 80% và vào ngày 22 tháng 10, con đập đã hoàn thành cùng với các hồ chứa của nó đầy nước sau khi mưa lớn, nhà máy điện của đập đã có một công suất lắp đặt 3.728 kW (3,7 MW).

## Sự cố
Lúc 6:30 sáng ngày 1 tháng 12 năm 1923, một trụ chống trên đập và bị nứt và sau đó bị gãy. Trong vòng vài phút, một khối lượng nước khoảng 4.500.000 m3 chảy từ hồ chứa ở độ cao khoảng 1.535 m (5.036 ft) trên mực nước biển xuống thung lũng phía dưới. Làng Bueggio là nơi bị ngập lụt đầu tiên, sau đó làm ngập lụt một phần Dezzo của đô thị Azzone và tiếp theo là gây lũ lụt toàn bộ Dezzo, một frazione của Colere và Corna di Darfo. Nước lũ đã dừng lại khi chảy đến hồ Iseo nằm ở cao độ 186 m trên mực nước biển. Ít nhất 356 người đã thiệt mạng trong vụ vỡ đập này.

## Nguyên nhân sự cố
Nguyên nhân vỡ đập gây ra bởi nhiều khía cạnh của công tác xây dựng, cơ bản nhất là do tay nghề xây dựng tồi. Bê tông trong các cổng vòm có chất lượng kém và nó đã được gia cố bằng kim loại vụn của lưới chống lựu đạn đã được sử dụng trong thế chiến I. Cũng có dấu hiệu cho thấy con đập đã có kết nối kém với móng. Ngoài ra, người ta tin rằng bê tông không hoàn toàn khô khi hồ chứa đã được chứa đầy nước. Theo báo cáo, những người công nhân phàn nàn về kỹ thuật xây dựng đã bị sa thải. Ngày nay, một đài kỷ niệm tồn tại ở giữa dọc theo khoảng cách bị vỡ dọc theo một con đập và hồ chứa nhỏ hơn nhiều bên trong khu vực hồ chứa cũ. Vụ vỡ đập này đã có ảnh hưởng đối với việc triển khai thiết kế đập và phân tích rủi ro của Ý.

## Hình ảnh
Tư liệu liên quan tới Gleno Dam tại Wikimedia Commons

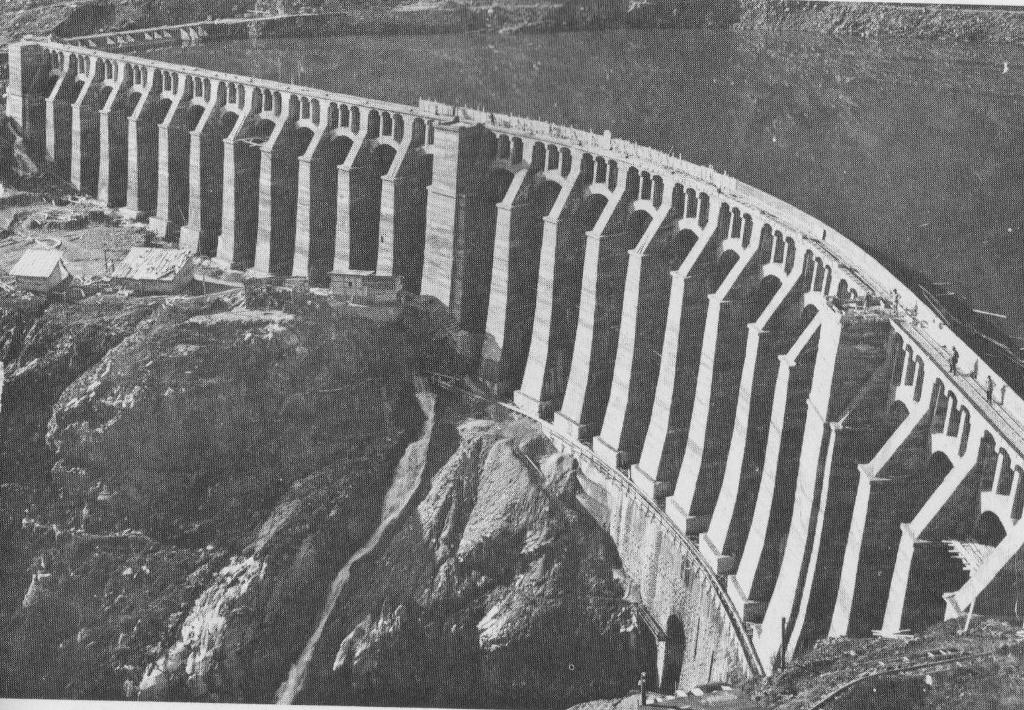
Mặt xuôi dòng sau khi nó hoàn thành vào năm 1923
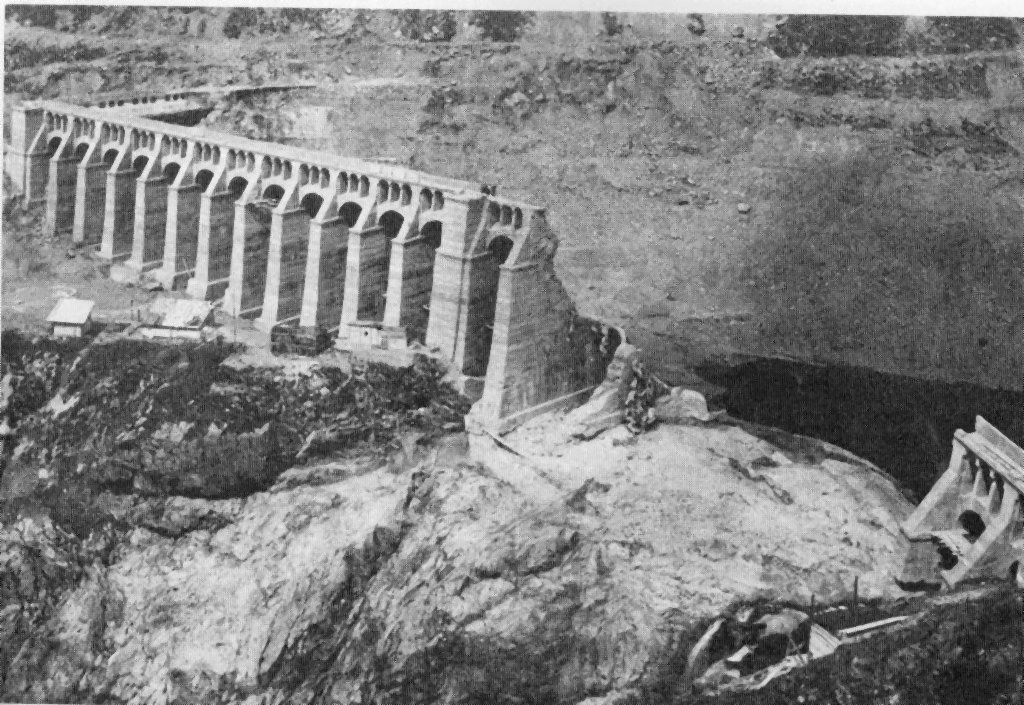
Đập sau khi nó bị vỡ vào năm 1923
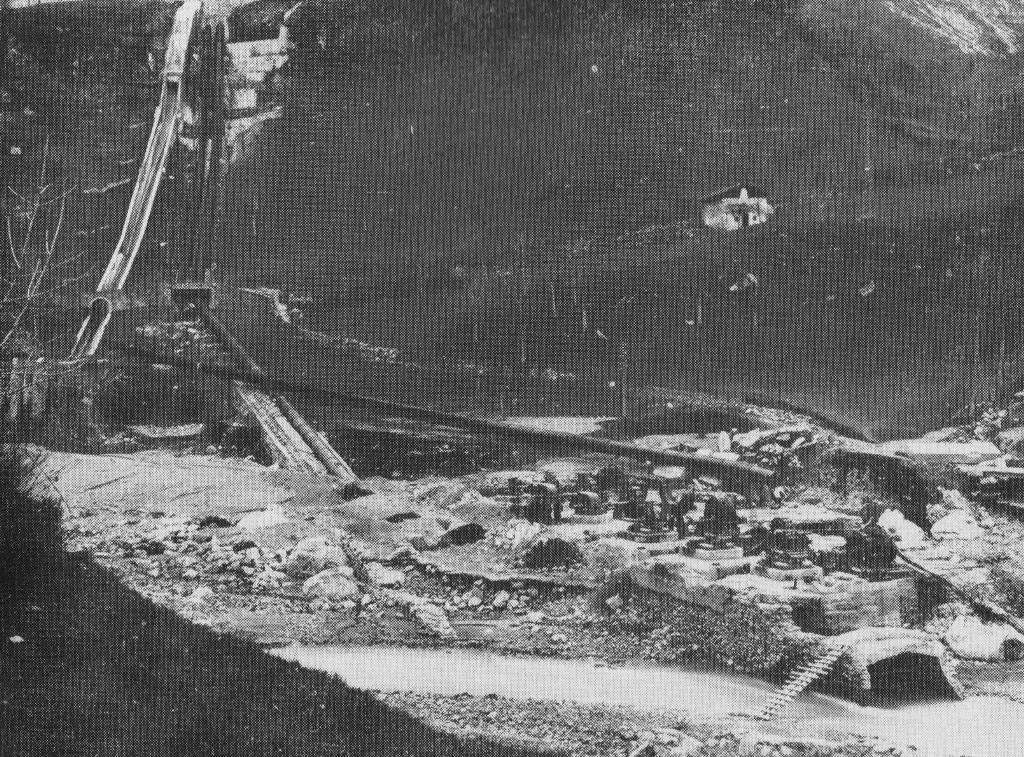
Phần nhà máy điện bị phá hủy ở phía xuôi dòng
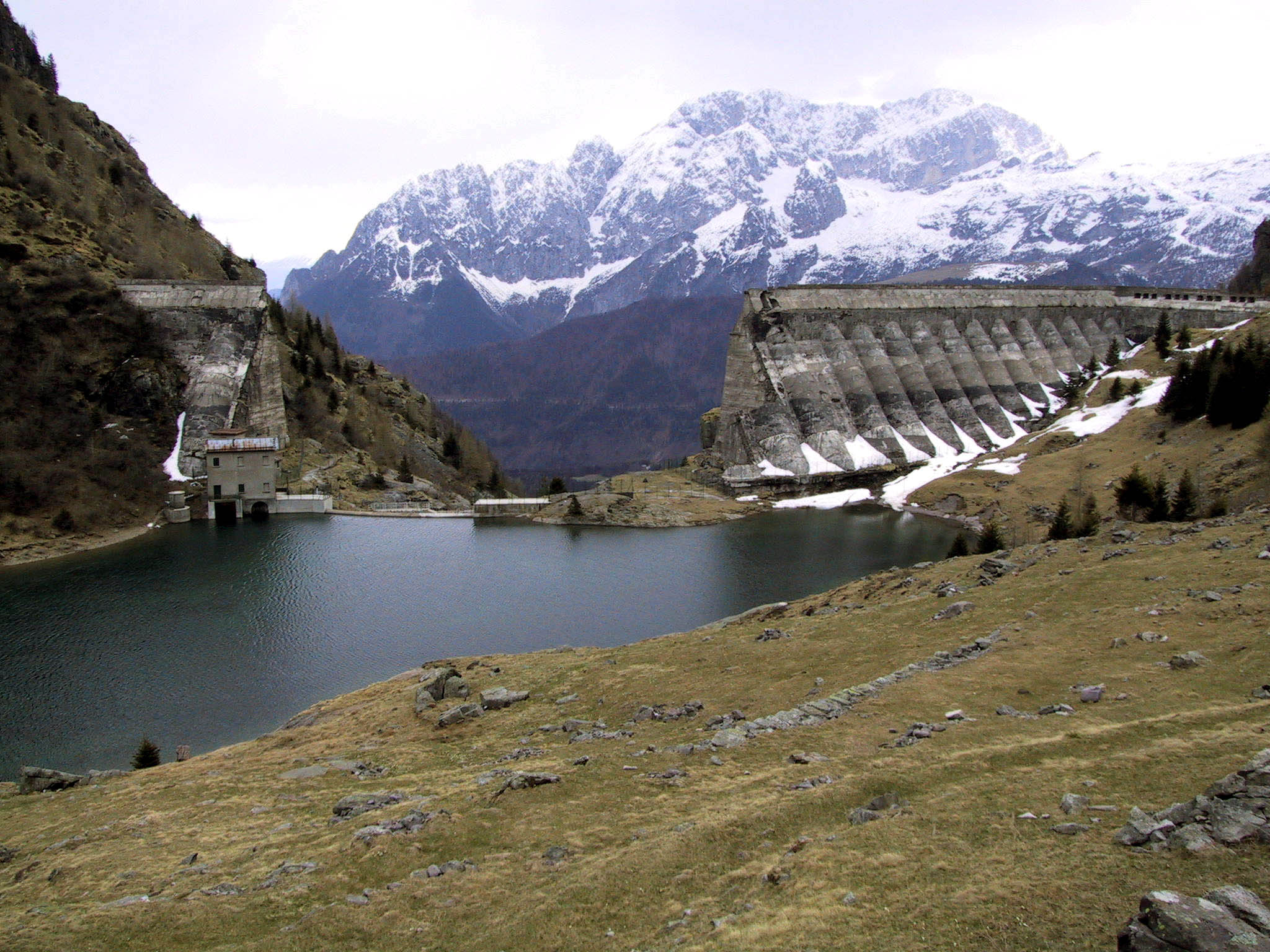
Mặt ngược dòng của đập năm 2006.